# Hamura
Hamura (japanisch 羽村市, -shi) ist eine Stadt in der japanischen Präfektur Tokio westlich von Tokio.

## Geographie
Hamura liegt westlich von Tokio, südlich von Ōme und nördlich von Hachiōji.
Der Fluss Tama fließt durch die Stadt von Nordwesten nach Südwesten.

## Geschichte
Der Hamura-Damm, 1654 über den Tama gebaut, ermöglichte eine verbesserte Trinkwasserversorgung Tokios. Einst ein landwirtschaftlich orientierter Ort verstädtert heute Hamura. Es gibt auch erste Industrie-Ansiedlung.
Hanura erhielt am 1. November 1991 Stadtrecht.

## Verkehr
- Zug:
  - JR Ōme-Linie
- Straße:
  - Nationalstraße 16: nach Saitama, Yokosuka und Chiba

## Persönlichkeiten
- Yūzō Kobayashi (* 1985), Fußballspieler
- Nakazato Kaizan (1885–1944), Schriftsteller
- Kudō Shizuka, Sängerin

## Angrenzende Städte und Gemeinden
- Ōme
- Fussa
- Akiruno
- Mizuho

## Städtepartnerschaften
- Hokuto, Japan, seit 1996